# Justus av Jerusalem
Justus I Biskop av Jerusalem, vars judiska namn var Judas, var en judisk-kristen ledare och enligt de flesta kristna traditioner den tredje biskopen av Jerusalem, vars biskopsdöme varade ungefär 107–133 e.Kr. Han efterträdde Simeon de Clopas som dog när han korsfästes år 107/108 eller år 115–117. Justus I var antagligen son till Jakob den rättfärdige, en av Jesu bröder. Hans efterträdare Zacchaeus kallas också för "den rättfärdige".
Justus minnesdag enligt helgonkalendern var den 24 november.